# 比亚托尔
比亚托尔，是西班牙安达卢西亚自治区阿尔梅里亚省的一个市镇。 总面积21km2, 总人口3697人（2001年），人口密度176人/km2。